# Здание первой женской гимназии Уральска
Здание первой женской гимназии — памятник истории и архитектуры в Уральске.

## История
В 1857 году в Уральске был открыт девичий пансион — первое на территории Казахстана женское учебное заведение такого типа. В 1877 году пансион был преобразован в женскую гимназию, для которой и было построено данное кирпичное здание — трёхэтажное, на кирпичном ленточном фундаменте. При гимназии до 1910 года существовал пансион, рассчитанный на 20 воспитанниц.
Во время Гражданской войны с 1919 года в здании располагался полевой госпиталь Уральской бригады. Затем здесь была организована школа.
С 1930 года в здании находился Институт народного образования, переведённый из Оренбурга. С 1932 года - Уральский учительский институт, затем преобразованный в педагогический институт имени А. С. Пушкина. С 1938 года по настоящее время здесь находится естественно-географический факультет Западно-Казахстанского государственного университета имени М. Утемисова.
На здании установлены мемориальные доски в честь учёных В. В. Иванова, Е. А. Агелеуова и выпускницы женской гимназии Ш. Каратаевой, репрессированной в 1937 году.